# 新罗金冠

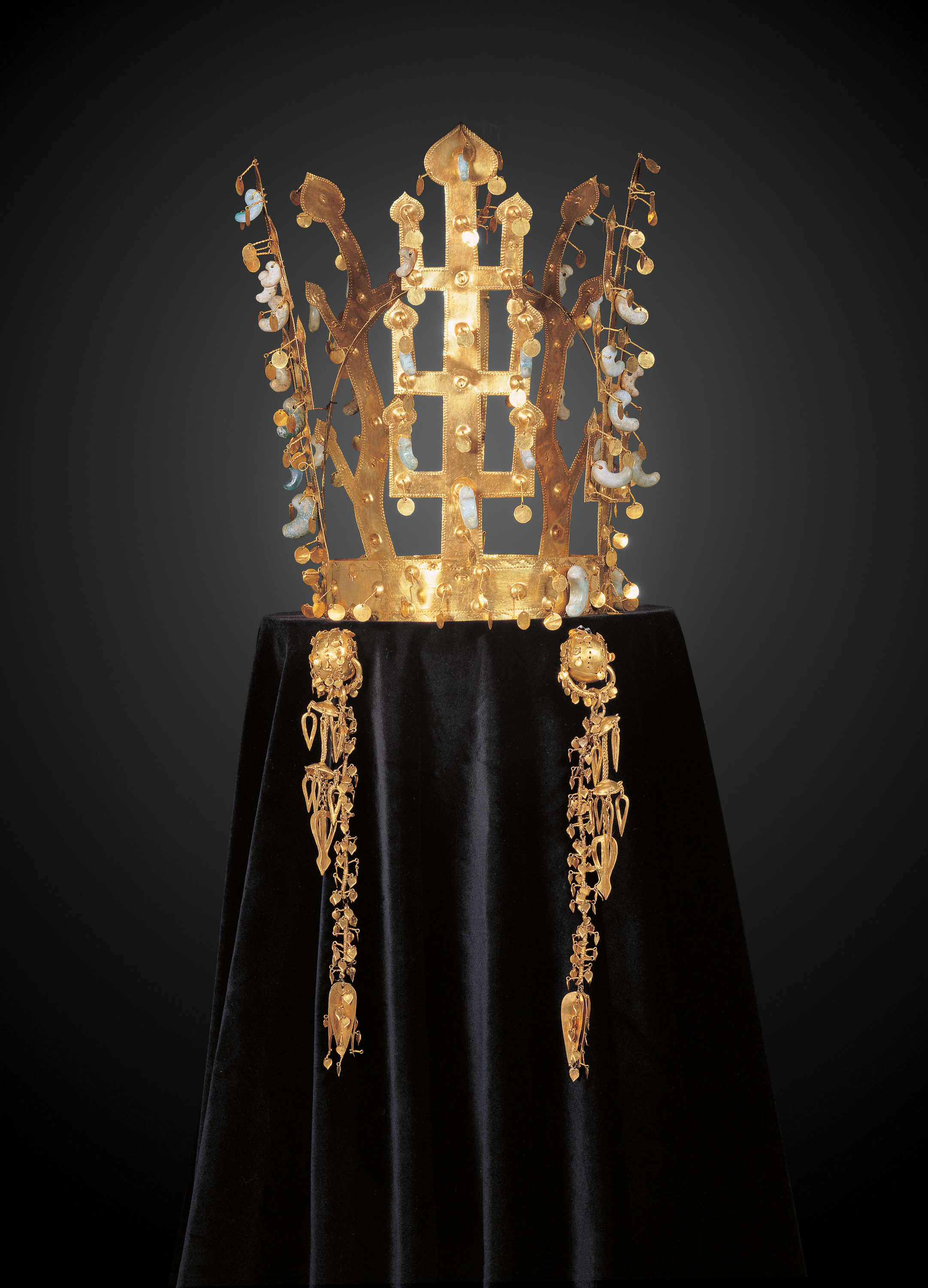
新罗金冠的外冠

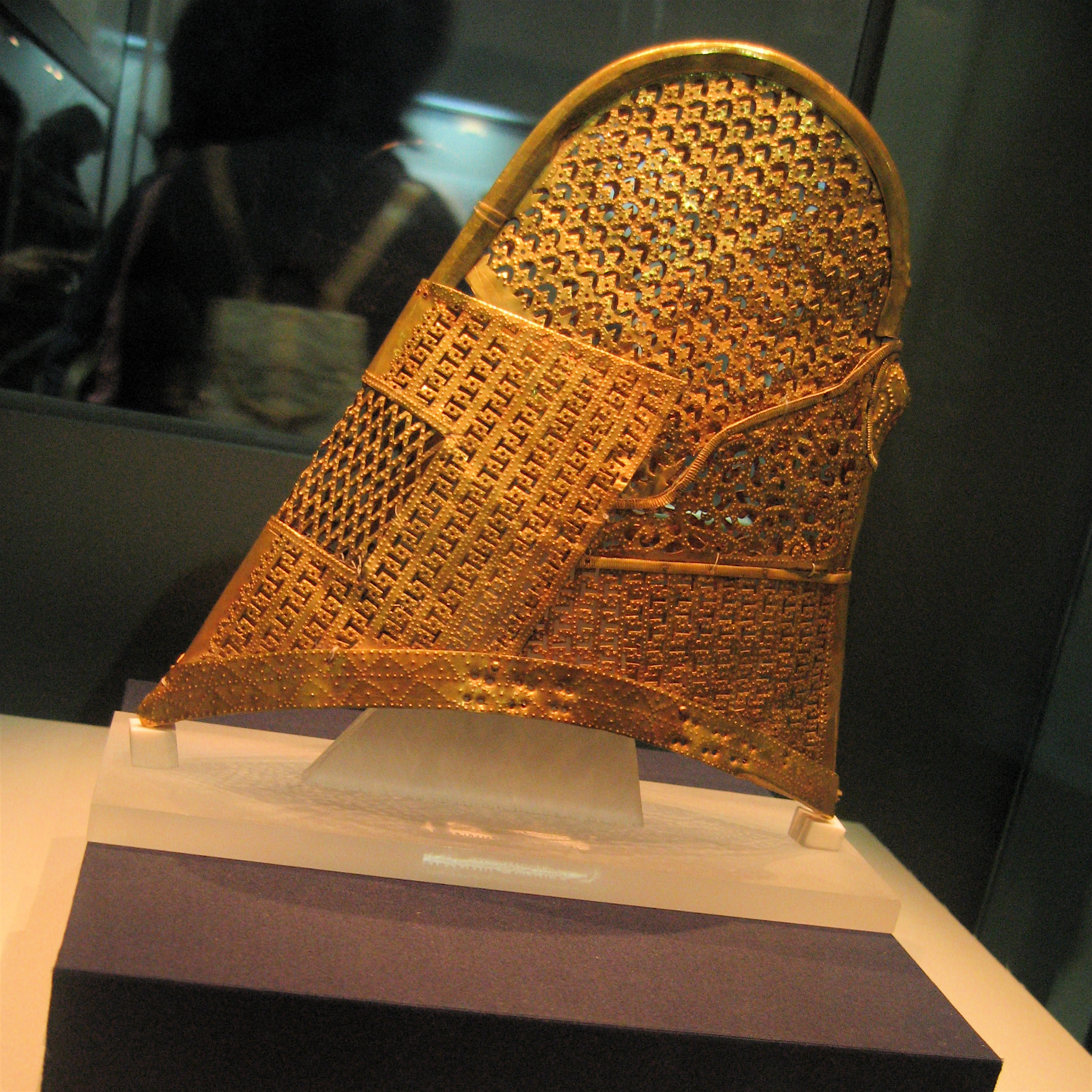
新罗金冠的内冠

新罗金冠是5和6世纪新罗君主的头冠。目前世界上仅有十个金冠，其中有八个在朝鲜半岛。这八个金冠中有六个是新罗的其余两个是伽倻的。 这些金冠出土于原新罗国都今韩国庆州市，并被列为韩国国宝。
新罗金冠非常精细而且重达一公斤，因此新罗君主可能并不日常佩戴。这些金冠可能只在一些正式的仪式性场合佩戴。一些学者甚至认为这些金冠只是用来陪葬的。
新罗的金冠由内冠和外冠两部分组成，均由黄金制成。外冠还配有由金和玉片制成的链子。整个金冠在阳光的照射下会金光闪闪，寓意太阳。
新罗的金冠做工精美，表明新罗当时有很高的金器制造工艺。新罗金冠的设计造型有很强的欧亚风格和巫覡宗敎世界树的特征 ，而阿富汗的王冠與新罗王冠在外形及工艺上非常相似，這也是新罗与当时的伊朗之间有互相联系的证据。此外，新罗王冠的精密金属加工表明，新罗金匠拥有先进的黄金加工知识。有学者甚至推测这些先进的金工技术，如造粒和花丝，是来自希腊或伊特鲁里亚人，特别是因为新罗古墓中还包含来自远至地中海的珠子和玻璃器皿。 经研究和历史文献表明该王冠的制作很可能与波斯人有关联，甚至可能起源于波斯或中东的工匠。新罗墓葬的陪葬品中还有地中海地区的玻璃器皿和饰品。 新罗金冠上配有類似古日本贵族使用的曲玉。 

与高句丽和百济相比，新罗的墓葬埋得很深而且上面覆盖有大量的巨大石头。 由于很难被盗墓者发现，这些金冠得以保存至今。528年新罗开始接受佛教后，用金饰品陪葬的做法逐渐消失了。